# Piotr Wiśniewski (ekonomista)
Piotr Wiśniewski – polski ekonomista, dr hab. nauk społecznych, adiunkt Instytutu Finansów, Kolegium Zarządzania i Finansów Szkoły Głównej Handlowej w Warszawie.

## Życiorys
W 1996 ukończył studia polityki gospodarczej i finansów w Szkole Głównej Handlowej w Warszawie, a także jest absolwentem University of Minnesota. 18 lutego 2002 obronił pracę doktorską Rola kapitałów wysokiego ryzyka w finansowaniu polskich przedsiębiorstw w latach 1990–2000, 17 marca 2021 habilitował się na podstawie pracy zatytułowanej Cykl publikacji powiązanych tematycznie dotyczących ekonomicznych i finansowych aspektów funkcjonowania państwowych funduszy majątkowych (PFM, skrót ang. – SWF).
Awansował na stanowisko na stanowisko adiunkta w Instytucie Finansów, Kolegium Zarządzania i Finansów Szkole Głównej Handlowej w Warszawie.